# Lista odcinków serialu Chicago Med
Poniżej znajduje się lista odcinków serialu telewizyjnego Chicago Med – emitowanego przez amerykańską stację telewizyjną  NBC od 17 listopada 2015 roku.

## Przegląd sezonów
| Sezon | Sezon | Odcinki | Pierwsza emisja (NBC) | Pierwsza emisja (NBC) | Pierwsza emisja (Fox Polska) | Pierwsza emisja (Fox Polska) | Pierwsza emisja (Fox Polska) |
| Sezon | Sezon | Odcinki | Premiera sezonu       | Finał sezonu          | Premiera sezonu              | Finał sezonu                 |                              |
| ----- | ----- | ------- | --------------------- | --------------------- | ---------------------------- | ---------------------------- | ---------------------------- |
|       | Pilot | 1       | 7 kwietnia 2015       | 7 kwietnia 2015       | 5 grudnia 2018               | 5 grudnia 2018               |                              |
|       | 1     | 18      | 17 listopada 2015     | 17 maja 2016          | 17 lutego 2020               | 10 marca 2020                |                              |
|       | 2     | 23      | 22 września 2016      | 11 maja 2017          | 11 marca 2020                | 10 kwietnia 2020             |                              |
|       | 3     | 20      | 21 listopada 2017     | 15 maja 2018          | 14 kwietnia 2020             | 11 maja 2020                 |                              |
|       | 4     | 22      | 26 września 2018      | 22 maja 2019          | 5 sierpnia 2020              | 14 października 2020         |                              |
|       | 5     | 20      | 25 września 2019      | 15 kwietnia 2020      | 21 października 2020         | 30 grudnia 2020              |                              |
|       | 6     | 16      | 11 listopada 2020     | 26 maja 2021          | 23 czerwca 2021              | 6 października 2021          |                              |
|       | 7     | 22      | 22 września 2021      | 25 maja 2022          | 3 lutego 2022                | 30 czerwca 2022              |                              |
|       | 8     | 22      | 21 września 2022      | 24 maja 2023          | 24 maja 2023                 | 16 czerwca 2023              |                              |
|       | 9     | 13      | 17 stycznia 2024      | 22 maja 2024          | –                            | –                            |                              |
|       | 10    |         | 25 września 2024      | 2025                  | –                            | –                            |                              |

## Odcinek pilotowy (2015)
Pilot serialu jest jednocześnie 19 odcinkiem 3 sezonu serialu Chicago Fire.
| Nr | # | Tytuł               | Polski tytuł      | Reżyseria     | Scenariusz                                           | Premiera (NBC)  | Premiera w Polsce (Fox) |
| -- | - | ------------------- | ----------------- | ------------- | ---------------------------------------------------- | --------------- | ----------------------- |
| 0  | 0 | I Am the Apocalypse | Jestem apokalipsą | Joe Chappelle | Dick Wolf, Matt Olmstead, Michael Brandt, Derek Haas | 7 kwietnia 2015 | 5 grudnia 2018          |

## Sezon 1 (2015-2016)
| Nr | #  | Tytuł        | Polski tytuł       | Reżyseria          | Scenariusz                                                  | Premiera (NBC)    | Premiera w Polsce (Fox) |
| --- | -- | ------------ | ------------------ | ------------------ | ----------------------------------------------------------- | ----------------- | ----------------------- |
| 1 | 1  | Derailed     | Wykolejenie        | Michael Waxman     | Andrew Dettmann, Diane Frolov, Andrew Schneider             | 17 listopada 2015 | 17 lutego 2020          |
| 2 | 2  | iNO          | Tlenek azotu       | Fred Berner        | Stephen Hootstein                                           | 24 listopada 2015 | 17 lutego 2020          |
| 3 | 3  | Fallback     | Plan awaryjny      | Tara Nicole Weyr   | Simran Baidwan                                              | 1 grudnia 2015    | 18 lutego 2020          |
| 4 | 4  | Mistake      | Pomyłka            | Donald Petrie      | Eli Talbert                                                 | 8 grudnia 2015    | 19 lutego 2020          |
| 5 | 5  | Malignant    | Złośliwość         | Nick Gomez         | Jeff Drayer                                                 | 5 stycznia 2016   | 20 lutego 2020          |
| Odcinek jest drugą częścią trzyodcinkowego crossoveru z serialami: Chicago Fire (część 1: sezon 4, odcinek 10) oraz Chicago PD (część 3: sezon 3, odcinek 10). |    |              |                    |                    |                                                             |                   |                         |
| 6 | 6  | Bound        | Więzy              | Michael Waxman     | Will Pascoe                                                 | 19 stycznia 2016  | 21 lutego 2020          |
| 7 | 7  | Saint        | Święci             | Jann Turner        | Mary Leah Sutton                                            | 26 stycznia 2016  | 24 lutego 2020          |
| 8 | 8  | Reunion      | Spotkanie          | Donald Petrie      | David Weinstein, Stephen Hootstein                          | 2 lutego 2016     | 25 lutego 2020          |
| 9 | 9  | Choices      | Decyzje            | Jean de Segonzac   | Joshua Hale Fialkov                                         | 9 lutego 2016     | 26 lutego 2020          |
| 10 | 10 | Clarity      | Jasność            | Fred Berner        | Safura Fadavi                                               | 16 lutego 2016    | 27 lutego 2020          |
| 11 | 11 | Intervention | Interwencja        | Sanford Bookstaver | Jeff Drayer, Simran Baidwan, Diane Frolov, Andrew Schneider | 23 lutego 2016    | 28 lutego 2020          |
| 12 | 12 | Guilty       | Wina               | Holly Dale         | Mary Leah Sutton, Danny Weiss, Stephen Hootstein            | 29 marca 2016     | 2 marca 2020            |
| 13 | 13 | Us           | My                 | Michael Waxman     | Diane Frolov, Andrew Schneider, Jeff Drayer                 | 5 kwietnia 2016   | 3 marca 2020            |
| 14 | 14 | Hearts       | Serca              | Donald Petrie      | Liz Brixius                                                 | 19 kwietnia 2016  | 4 marca 2020            |
| 15 | 15 | Inheritance  | Dziedzictwo        | Stephen Cragg      | Joseph Sousa                                                | 26 kwietnia 2016  | 5 marca 2020            |
| 16 | 16 | Disorder     | Nieład             | Ami Mann           | Eli Talbert                                                 | 3 maja 2016       | 6 marca 2020            |
| 17 | 17 | Withdrawal   | Objawy odstawienia | Fred Berner        | Jeff Drayer, Stephen Hootstein                              | 10 maja 2016      | 9 marca 2020            |
| 18 | 18 | Timing       | Właściwy czas      | Michael Waxman     | Diane Frolov, Andrew Schneider                              | 17 maja 2016      | 10 marca 2020           |

## Sezon 2 (2016-2017)
| Nr | #  | Tytuł                | Polski tytuł           | Reżyseria                | Scenariusz                                          | Premiera (NBC)       | Premiera w Polsce (Fox) |
| -- | -- | -------------------- | ---------------------- | ------------------------ | --------------------------------------------------- | -------------------- | ----------------------- |
| 19 | 1  | Soul Care            | Opieka duchowa         | Arthur W. Forney         | Diane Frolov, Andrew Schneider                      | 22 września 2016     | 11 marca 2020           |
| 20 | 2  | Win Loss             | Zwycięstwa i przegrane | David Rodriguez          | Eli Talbert, Safura Fadavi                          | 29 września 2016     | 12 marca 2020           |
| 21 | 3  | Natural History      | Historia naturalna     | Michael Waxman           | Stephen Hootstein, Danny Weiss                      | 6 października 2016  | 13 marca 2020           |
| 22 | 4  | Brother's Keeper     | Stróż brata mego       | Stephen Cragg            | Jeff Drayer, Joseph Sousa                           | 13 października 2016 | 16 marca 2020           |
| 23 | 5  | Extreme Measures     | Środki ostateczne      | Daisy von Scherler Mayer | Shelley Meals, Darin Goldberg                       | 20 października 2016 | 17 marca 2020           |
| 24 | 6  | Alternative Medicine | Medycyna alternatywna  | Eriq La Salle            | Diane Frolov, Andrew Schneider                      | 27 października 2016 | 18 marca 2020           |
| 25 | 7  | Inherent Bias        | Tendencyjność          | Michael Waxman           | Stephen Hootstein, Danny Weiss                      | 3 listopada 2016     | 19 marca 2020           |
| 26 | 8  | Free Will            | Wolna wola             | Charles S. Carroll       | Jeff Drayer, Joseph Sousa                           | 10 listopada 2016    | 20 marca 2020           |
| 27 | 9  | Uncharted Territory  | Niezbadany obszar      | Patrick Norris           | Eli Talbert, Safura Fadavi                          | 5 stycznia 2017      | 23 marca 2020           |
| 28 | 10 | Heart Matters        | Sprawy sercowe         | Fred Berner              | Darin Goldberg, Shelley Meals                       | 12 stycznia 2017     | 24 marca 2020           |
| 29 | 11 | Graveyard Shift      | Nocna zmiana           | Alex Zakrzewski          | Diane Frolov, Andrew Schneider                      | 19 stycznia 2017     | 25 marca 2020           |
| 30 | 12 | Mirror Mirror        | Lustereczko            | Vincent Misiano          | Stephen Hootstein                                   | 2 lutego 2017        | 26 marca 2020           |
| 31 | 13 | Theseus' Ship        | Statek Tezeusza        | Kenneth Johnson          | Jeff Drayer                                         | 9 lutego 2017        | 27 marca 2020           |
| 32 | 14 | Cold Front           | Zimny front            | Michael Waxman           | Diane Frolov, Andrew Schneider, Danny Weiss         | 16 lutego 2017       | 30 marca 2020           |
| 33 | 15 | Lose Yourself        | Zatracenie             | David Rodriguez          | Eli Talbert                                         | 2 marca 2017         | 31 marca 2020           |
| 34 | 16 | Prisoner's Dilemma   | Dylemat więźnia        | Laura Belsey             | Joseph Sousa                                        | 9 marca 2017         | 1 kwietnia 2020         |
| 35 | 17 | Monday Mourning      | Poniedziałkowa żałoba  | Fred Berner              | Jeff Drayer, Danny Weiss, Paul R. Puri              | 16 marca 2017        | 2 kwietnia 2020         |
| 36 | 18 | Lesson Learned       | Nauczka                | Michael Pressman         | Safura Fadavi                                       | 30 marca 2017        | 3 kwietnia 2020         |
| 37 | 19 | Ctrl Alt             | Haker                  | Valerie Weiss            | Stephen Hootstein, Jason Cho                        | 6 kwietnia 2017      | 6 kwietnia 2020         |
| 38 | 20 | Generation Gap       | Konflikt pokoleń       | Stephen Cragg            | Shelley Meals, Darin Goldberg                       | 13 kwietnia 2017     | 7 kwietnia 2020         |
| 39 | 21 | Deliver Us           | Wybaw nas              | Holly Dale               | Jeff Drayer, Joseph Sousa                           | 27 kwietnia 2017     | 8 kwietnia 2020         |
| 40 | 22 | White Butterflies    | Białe motyle           | Eriq La Salle            | Stephen Hootstein, Eli Talbert                      | 4 maja 2017          | 9 kwietnia 2020         |
| 41 | 23 | Love Hurts           | Miłość rani            | Michael Waxman           | Diane Frolov, Andrew Schneider, Gabriel L. Feinberg | 11 maja 2017         | 10 kwietnia 2020        |

## Sezon 3 (2017-2018)
| Nr | #  | Tytuł                   | Polski tytuł           | Reżyseria                  | Scenariusz                                                     | Premiera (NBC)    | Premiera w Polsce (Fox) |
| -- | -- | ----------------------- | ---------------------- | -------------------------- | -------------------------------------------------------------- | ----------------- | ----------------------- |
| 42 | 1  | Speak Your Truth        | Mów prawdę             | Michael Waxman             | Diane Frolov, Andrew Schneider, Stephen Hootstein, Danny Weiss | 21 listopada 2017 | 14 kwietnia 2020        |
| 43 | 2  | Nothing to Fear         | Nie ma czego się bać   | Charles Carroll            | Jeff Drayer, Joseph Sousa                                      | 28 listopada 2017 | 14 kwietnia 2020        |
| 44 | 3  | Trust Your Gut          | Ufaj przeczuciom       | Mark Tinker                | Eli Talbert, Safura Fadavi                                     | 5 grudnia 2017    | 15 kwietnia 2020        |
| 45 | 4  | Naughty or Nice         | Dobry czy zły          | Daisy Von Scherler Mayer   | Daniel Sinclair, Danny Weiss                                   | 12 grudnia 2017   | 16 kwietnia 2020        |
| 46 | 5  | Mountains and Molehills | Z igły widły           | Michael Waxman             | Stephen Hootstein, Meridith Friedman                           | 2 stycznia 2018   | 17 kwietnia 2020        |
| 47 | 6  | Ties That Bind          | Powiązania             | Valerie Weiss              | Diane Frolov, Andrew Schneider, Gabriel L. Feinberg            | 9 stycznia 2018   | 20 kwietnia 2020        |
| 48 | 7  | Over Troubled Water     | Nad wzburzoną wodą     | Leon Ichaso                | Jeff Drayer, Jason Cho                                         | 16 stycznia 2018  | 21 kwietnia 2020        |
| 49 | 8  | Lemons and Lemonade     | Cytryny i lemoniada    | Jono Oliver                | Eli Talbert, Paul R. Puri                                      | 23 stycznia 2018  | 22 kwietnia 2020        |
| 50 | 9  | On Shaky Ground         | Po niepewnym gruncie   | Donald Petrie              | Joseph Sousa, Danny Weiss                                      | 6 lutego 2018     | 23 kwietnia 2020        |
| 51 | 10 | Down By Law             | Poza prawem            | Michael Waxman             | Stephen Hootstein, Safura Fadavi                               | 27 lutego 2018    | 24 kwietnia 2020        |
| 52 | 11 | Folie à Deux"           | Paranoja indukowana    | David Rodriguez            | Diane Frolov, Andrew Schneider                                 | 6 marca 2018      | 27 kwietnia 2020        |
| 53 | 12 | Born This Way           | To wrodzone            | Lin Oeding                 | Jeff Drayer, Daniel Sinclair                                   | 20 marca 2018     | 28 kwietnia 2020        |
| 54 | 13 | Best Laid Plans         | Mimo dołożonych starań | Fred Berner                | Eli Talbert, Meridith Friedman                                 | 27 marca 2018     | 29 kwietnia 2020        |
| 55 | 14 | Lock It Down            | Blokada                | Salli Richardson-Whitfield | Diane Frolov, Andrew Schneider, Danny Weiss                    | 3 kwietnia 2018   | 30 kwietnia 2020        |
| 56 | 15 | Devil in Disguise       | Diabeł za skórą        | Michael Pressman           | Stephen Hootstein, Joseph Sousa                                | 10 kwietnia 2018  | 4 maja 2020             |
| 57 | 16 | An Inconvenient Truth   | Niewygodna prawda      | Charles Carroll            | Safura Fadavi, Meridith Friedman                               | 17 kwietnia 2018  | 5 maja 2020             |
| 58 | 17 | The Parent Trap         | Pułapka na rodziców    | Jono Oliver                | Jeff Drayer                                                    | 24 kwietnia 2018  | 6 maja 2020             |
| 59 | 18 | This Is Now             | Teraz albo nigdy       | Charles Carroll            | Eli Talbert, Daniel Sinclair                                   | 1 maja 2018       | 7 maja 2020             |
| 60 | 19 | Crisis of Confidence    | Kryzys zaufania        | Martha Mitchell            | Stephen Hootstein, Danny Weiss                                 | 8 maja 2018       | 8 maja 2020             |
| 61 | 20 | The Tipping Point       | Przełomowy moment      | Michael Waxman             | Diane Frolov, Andrew Schneider                                 | 15 maja 2018      | 11 maja 2020            |

## Sezon 4 (2018-2019)
| Nr | #  | Tytuł                   | Polski tytuł                 | Reżyseria          | Scenariusz                                          | Premiera (NBC)       | Premiera w Polsce (Fox) |
| --- | -- | ----------------------- | ---------------------------- | ------------------ | --------------------------------------------------- | -------------------- | ----------------------- |
| 62 | 1  | Be My Better Half       | Lepsza połówka               | Michael Waxman     | Diane Frolov, Andrew Schneider                      | 26 września 2018     | 5 sierpnia 2020         |
| 63 | 2  | When to Let Go          | Kiedy odpuścić               | Charles S. Carroll | Diane Frolov, Andrew Schneider, Danny Weiss         | 3 października 2018  | 5 sierpnia 2020         |
| Odcinek jest drugą częścią trzyodcinkowego crossoveru z serialami: Chicago Fire (część 1: sezon 7, odcinek 2) oraz Chicago PD (część 3: sezon 6, odcinek 2). |    |                         |                              |                    |                                                     |                      |                         |
| 64 | 3  | Heavy is the Head       | Ciężka głowa                 | Michael Waxman     | Jeff Drayer                                         | 10 października 2018 | 12 sierpnia 2020        |
| 65 | 4  | Backed Against the Wall | Pod ścianą                   | Vincent Misiano    | Eli Talbert                                         | 17 października 2018 | 12 sierpnia 2020        |
| 66 | 5  | What You Don't Know     | Lepiej nie wiedzieć          | Donald Petrie      | Stephen Hootstein                                   | 24 października 2018 | 19 sierpnia 2020        |
| 67 | 6  | Lesser of Two Evils     | Mniejsze zło                 | Martha Mitchell    | Safura Fadavi, Meridith Friedman                    | 31 października 2018 | 19 sierpnia 2020        |
| 68 | 7  | The Poison Inside Us    | Trucizna w nas               | Milena Govich      | Jeff Drayer, Joseph Sousa                           | 7 listopada 2018     | 26 sierpnia 2020        |
| 69 | 8  | Play By My Rules        | Moja gra, moje reguły        | Valerie Weiss      | Eli Talbert, Daniel Sinclair                        | 14 listopada 2018    | 26 sierpnia 2020        |
| 70 | 9  | Death Do Us Part        | Póki śmierć nas nie rozłączy | Fred Berner        | Stephen Hootstein, Paul R. Puri                     | 5 grudnia 2018       | 2 września 2020         |
| 71 | 10 | All the Lonely People   | Samotni ludzie               | Michael Waxman     | Diane Frolov, Andrew Schneider                      | 9 stycznia 2019      | 2 września 2020         |
| 72 | 11 | Who Can You Trust       | Komu zaufać                  | Charles S. Carroll | Meridith Friedman, Safura Fadavi                    | 16 stycznia 2019     | 9 września 2020         |
| 73 | 12 | The Things We Do        | Czego się nie robi           | Carl Seaton        | Jeff Drayer, Danny Weiss                            | 23 stycznia 2019     | 9 września 2020         |
| 74 | 13 | Ghosts in the Attic     | Duchy na strychu             | Michael Pressman   | Stephen Hootstein, Joseph Sousa, Jason Cho          | 6 lutego 2019        | 16 września 2020        |
| 75 | 14 | Can't Unring That Bell  | To się nie odstanie          | Lin Oeding         | Diane Frolov, Andrew Schneider, Daniel Sinclair     | 13 lutego 2019       | 16 września 2020        |
| 76 | 15 | We Hold These Truths    | Oczywiste prawdy             | Nicole Rubio       | Eli Talbert, Paul R. Puri                           | 20 lutego 2019       | 23 września 2020        |
| 77 | 16 | Old Flames, New Sparks  | Stare miłości, nowe uczucia  | Elodie Keene       | Safura Fadavi, Meridith Friedman                    | 27 lutego 2019       | 23 września 2020        |
| 78 | 17 | The Space Between Us    | Co nas dzieli                | Daniela De Carlo   | Danny Weiss, Ryan Michael Johnson, Jeff Drayer      | 27 marca 2019        | 30 września 2020        |
| 79 | 18 | Tell Me the Truth       | Powiedz prawdę               | Vincent Misiano    | Diane Frolov, Andrew Schneider, Gabriel L. Feinberg | 3 kwietnia 2019      | 30 września 2020        |
| 80 | 19 | Never Let You Go        | Nigdy Cię nie zostawię       | Charles S. Carroll | Stephen Hootstein, Joseph Sousa                     | 24 kwietnia 2019     | 7 października 2020     |
| 81 | 20 | More Harm Than Good     | Więcej szkód niż pożytku     | Milena Govich      | Eli Talbert, Daniel Sinclair                        | 8 maja 2019          | 7 października 2020     |
| 82 | 21 | Forever Hold Your Peace | Na zawsze zachowaj milczenie | Charles S. Carroll | Safura Fadavi, Meridith Friedman                    | 15 maja 2019         | 14 października 2020    |
| 83 | 22 | With a Brave Heart      | Z mężnym sercem              | Michael Waxman     | Diane Frolov, Andrew Schneider                      | 22 maja 2019         | 14 października 2020    |

## Sezon 5 (2019-2020)
| Nr | #  | Tytuł                           | Polski tytuł                  | Reżyseria          | Scenariusz                                            | Premiera (NBC)       | Premiera w Polsce (Fox) |
| --- | -- | ------------------------------- | ----------------------------- | ------------------ | ----------------------------------------------------- | -------------------- | ----------------------- |
| 84 | 1  | Never Going Back to Normal      | Nie ma powrotu do normalności | Michael Pressman   | Diane Frolov, Andrew Schneider                        | 25 września 2019     | 21 października 2020    |
| 85 | 2  | We're Lost in the Dark          | Zgubieni w mroku              | Alex Chapple       | Jeff Drayer                                           | 2 października 2019  | 21 października 2020    |
| 86 | 3  | In the Valley of the Shadows    | W dolinie cieni               | Charles S. Carroll | Stephen Hootstein                                     | 9 października 2019  | 28 października 2020    |
| 87 | 4  | Infection: Part II              | Infekcja, część 2             | Michael Pressman   | Diane Frolov, Andrew Schneider, Dick Wolf, Derek Haas | 16 października 2019 | 28 października 2020    |
| Odcinek jest drugą częścią trzyodcinkowego crossoveru z serialami: Chicago Fire (część 1: sezon 8, odcinek 4) oraz Chicago PD (część 3: sezon 7, odcinek 4). |    |                                 |                               |                    |                                                       |                      |                         |
| 88 | 5  | Got a Friend in Me              | Masz przyjaciela              | John Polson        | Eli Talbert                                           | 23 października 2019 | 4 listopada 2020        |
| 89 | 6  | It's All in the Family          | Wszystko zostaje w rodzinie   | Nicole Rubio       | Safura Fadavi, Meridith Friedman                      | 30 października 2019 | 4 listopada 2020        |
| 90 | 7  | Who Knows What Tomorrow Brings  | Co przyniesie jutro           | Jerry Levine       | Daniel Sinclair, Paul R. Puri                         | 6 listopada 2019     | 18 listopada 2020       |
| 91 | 8  | Too Close to the Sun            | Zbyt blisko słońca            | Michael Berry      | Joseph Sousa, Danny Weiss                             | 13 listopada 2019    | 18 listopada 2020       |
| 92 | 9  | I Can’t Imagine the Future      | Niewyobrażalna przyszłość     | Charles S. Carroll | Diane Frolov, Andrew Schneider                        | 20 listopada 2019    | 25 listopada 2020       |
| 93 | 10 | Guess it Doesn't Matter Anymore | Już nieważne                  | Mykelti Williamson | Stephen Hootstein, Gabriel L. Feinberg                | 8 stycznia 2020      | 25 listopada 2020       |
| 94 | 11 | The Ground Shifts Beneath Us    | Ziemia wymyka się spod stóp   | Martha Mitchell    | Safura Fadavi, Meridith Friedman                      | 15 stycznia 2020     | 2 grudnia 2020          |
| 95 | 12 | Leave the Choice to Solomon     | Salomonowy wybór              | Milena Govich      | Jeff Drayer                                           | 22 stycznia 2020     | 2 grudnia 2020          |
| 96 | 13 | Pain is For the Living          | Tylko żywi czują ból          | Vincent Misiano    | Eli Talbert                                           | 5 lutego 2020        | 9 grudnia 2020          |
| 97 | 14 | It May Not Be Forever           | Może nie na zawsze            | Elodie Keene       | Daniel Sinclair, Paul R. Puri                         | 12 lutego 2020       | 9 grudnia 2020          |
| 98 | 15 | I Will Do No Harm               | Po pierwsze nie szkodzić      | Vanessa Parise     | Joseph Sousa, Danny Weiss                             | 26 lutego 2020       | 16 grudnia 2020         |
| 99 | 16 | Who Should Be the Judge         | Komu wolno sądzić             | Alex Chapple       | Safura Fadavi                                         | 4 marca 2020         | 16 grudnia 2020         |
| 100 | 17 | The Ghosts of the Past          | Duchy przeszłości             | Michael Waxman     | Diane Frolov, Andrew Schneider                        | 18 marca 2020        | 23 grudnia 2020         |
| 101 | 18 | In the Name of Love             | W imię miłości                | S.J. Main Muñoz    | Meridith Friedman                                     | 25 marca 2020        | 23 grudnia 2020         |
| 102 | 19 | Just a River in Egypt           | Nie wyprzesz się              | Jean de Segonzac   | Jeff Drayer                                           | 8 kwietnia 2020      | 30 grudnia 2020         |
| 103 | 20 | A Needle in the Heart           | Igła w sercu                  | Milena Govich      | Stephen Hootstein, Daniel Sinclair                    | 15 kwietnia 2020     | 30 grudnia 2020         |

## Sezon 6 (2020-2021)
| Nr  | #  | Tytuł                                    | Polski tytuł                        | Reżyseria          | Scenariusz                                             | Premiera (NBC)    | Premiera w Polsce (Fox) |
| --- | -- | ---------------------------------------- | ----------------------------------- | ------------------ | ------------------------------------------------------ | ----------------- | ----------------------- |
| 104 | 1  | When Did We Begin to Change?             | Początek zmian                      | Michael Pressman   | Diane Frolov, Andrew Schneider                         | 11 listopada 2020 | 23 czerwca 2021         |
| 105 | 2  | Those Things Hidden in Plain Sight       | Najciemniej pod latarnią            | John Polson        | Stephen Hootstein, Daniel Sinclair                     | 18 listopada 2020 | 30 czerwca 2021         |
| 106 | 3  | Do You Know the Way Home?                | Droga do domu                       | Mykelti Williamson | Jeff Drayer, Gabriel L. Feinberg                       | 13 stycznia 2021  | 7 lipca 2021            |
| 107 | 4  | In Search of Forgiveness, Not Permission | Wybaczenie zamiast zgody            | Milena Govich      | Eli Talbert, Paul R. Puri                              | 27 stycznia 2021  | 14 lipca 2021           |
| 108 | 5  | When Your Heart Rules Your Head          | Serce rządzi głową                  | Mykelti Williamson | Safura Fadavi, Meridith Friedman                       | 3 lutego 2021     | 21 lipca 2021           |
| 109 | 6  | Don't Want to Face This Now              | Tylko nie teraz                     | Milena Govich      | Melissa R. Byer, Treena Hancock                        | 10 lutego 2021    | 28 lipca 2021           |
| 110 | 7  | Better Is the Enemy of Good              | Lepsze wrogiem dobrego              | Charles S. Carroll | Diane Frolov, Andrew Schneider                         | 17 lutego 2021    | 4 sierpnia 2021         |
| 111 | 8  | Fathers and Mothers, Daughters and Sons  | Ojcowie i matki, córki i synowie    | John Polson        | Safura Fadavi, Meridith Friedman                       | 10 marca 2021     | 11 sierpnia 2021        |
| 112 | 9  | For the Want of A Nail                   | Od drobiazgu się zaczyna            | SJ Main Muñoz      | Stephen Hootstein, Daniel Sinclair                     | 17 marca 2021     | 18 sierpnia 2021        |
| 113 | 10 | So Many Things We've Kept Buried         | Wszystko, co ukryte                 | Martha Mitchell    | Jeff Drayer, Paul R. Puri                              | 31 marca 2021     | 25 sierpnia 2021        |
| 114 | 11 | Letting Go Only to Come Together         | Odejść, żeby wrócić                 | SJ Main Muñoz      | Eli Talbert, Gabriel L. Feinberg                       | 7 kwietnia 2021   | 1 września 2021         |
| 115 | 12 | Some Things Are Worth the Risk           | Gra warta świeczki                  | Carl Weathers      | Melissa R. Byer, Treena Hancock                        | 21 kwietnia 2021  | 8 września 2021         |
| 116 | 13 | What A Tangled Web We Weave              | W sieci                             | Bethany Rooney     | Safura Fadavi, Meridith Friedman, Ryan Michael Johnson | 5 maja 2021       | 15 września 2021        |
| 117 | 14 | A Red Pill, a Blue Pill                  | Czerwona pigułka, niebieska pigułka | Michael Berry      | Stephen Hootstein, Daniel Sinclair                     | 12 maja 2021      | 22 września 2021        |
| 118 | 15 | Stories, Secrets, Half-Truths and Lies   | Sekrety, półprawdu i kłamstwa       | Michael Waxman     | Jeff Drayer                                            | 19 maja 2021      | 29 września 2021        |
| 119 | 16 | I Will Come to Save You                  | Przyjdę Cię ocalić                  | Michael Pressman   | Diane Frolov, Andrew Schneider                         | 26 maja 2021      | 6 października 2021     |

## Sezon 7 (2021-2022)
| Nr  | #  | Tytuł                                      | Polski tytuł                               | Premiera (NBC)       | Premiera w Polsce (Fox) |
| --- | -- | ------------------------------------------ | ------------------------------------------ | -------------------- | ----------------------- |
| 120 | 1  | You Can't Always Trust What You See        | Nie ufaj wszystkiemu, co widzisz           | 22 września 2021     | 3 lutego 2022           |
| 121 | 2  | To Lean In, or To Let Go                   | Ugnij się albo odpuść                      | 29 września 2021     | 10 lutego 2022          |
| 122 | 3  | Be the Change You Want to See              | Bądź zmianą, którą chcesz zobaczyć         | 6 października 2021  | 17 lutego 2022          |
| 123 | 4  | Status Quo (The Mess We're In)             | Status quo czyli stary bałagan             | 13 października 2021 | 24 lutego 2022          |
| 124 | 5  | Change Is a Tough Pill to Swallow          | Zmiana bywa trudna                         | 20 października 2021 | 3 marca 2022            |
| 125 | 6  | When You're a Hammer Everything's a Nail   | Kiedy wszystko przypomina gwóźdź           | 27 października 2021 | 10 marca 2022           |
| 126 | 7  | A Square Peg in a Round Hole               | Kwiatek do kożucha                         | 3 listopada 2021     | 17 marca 2022           |
| 127 | 8  | Just as a Snake Sheds Its Skin             | Wąż zrzuca skórę                           | 10 listopada 2021    | 24 marca 2022           |
| 128 | 9  | Secret Santa Has a Gift for You            | Święty Mikołaj ma dla ciebie prezent       | 8 grudnia 2021       | 31 marca 2022           |
| 129 | 10 | No Good Deed Goes Unpunished... in Chicago | Każdy dobry uczynek zostanie ukarany       | 5 stycznia 2022      | 7 kwietnia 2022         |
| 130 | 11 | The Things We Thought We Left Behind       | Rzeczy, które mieliśmy zostawić za sobą    | 12 stycznia 2022     | 14 kwietnia 2022        |
| 131 | 12 | What You Don't Know Can't Hurt You         | Czego oczy nie widzą, tego sercu nie żal   | 19 stycznia 2022     | 21 kwietnia 2022        |
| 132 | 13 | Reality Leaves a Lot to the Imagination    | Rzeczywistość pozostawia wiele do życzenia | 23 lutego 2022       | 28 kwietnia 2022        |
| 133 | 14 | All the Things That Could Have Been        | Wszystko, co mogło się zdarzyć             | 2 marca 2022         | 5 maja 2022             |
| 134 | 15 | Things Meant to Be Bent Not Broken         | Zginaj tak, żeby nie złamać                | 9 marca 2022         | 12 maja 2022            |
| 135 | 16 | May Your Choices Reflect Hope, Not Fear    | Decyduj z nadzieją, nie ze strachu         | 16 marca 2022        | 19 maja 2022            |
| 136 | 17 | If You Love Someone, Set Them Free         | Jeśli kogoś kochasz, daj mu wolność        | 6 kwietnia 2022      | 26 maja 2022            |
| 137 | 18 | Judge Not, For You Will Be Judged          | Nie sądźcie, a nie będziecie sądzeni       | 13 kwietnia 2022     | 2 czerwca 2022          |
| 138 | 19 | Like a Phoenix Rising from the Ashes       | Jak feniks powstający z popiołów           | 20 kwietnia 2022     | 9 czerwca 2022          |
| 139 | 20 | End of the Day, Anything Can Happen        | Różnie może być                            | 11 maja 2022         | 16 czerwca 2022         |
| 140 | 21 | Lying Doesn't Protect You from the Truth   | Kłamstwo nie chroni przed prawdą           | 18 maja 2022         | 23 czerwca 2022         |
| 141 | 22 | And Now We Come to the End                 | Zbliżamy się do końca                      | 25 maja 2022         | 30 czerwca 2022         |

## Sezon 8 (2022-2023)
| Nr  | #  | Tytuł                                                 | Polski tytuł                                   | Premiera (NBC)       | Premiera w Polsce (Fox) |
| --- | -- | ----------------------------------------------------- | ---------------------------------------------- | -------------------- | ----------------------- |
| 142 | 1  | How Do You Begin to Count the Losses                  | Od czego zacząć liczyć straty                  | 21 września 2022     | 24 maja 2023            |
| 143 | 2  | (Caught Between) The Wrecking Ball and the Butterfly  | Między młotem a kowadłem                       | 28 września 2022     | 24 maja 2023            |
| 144 | 3  | Winning the Battle, but Still Losing the War          | Zwycięska bitwa i przegrana wojna              | 5 października 2022  | 25 maja 2023            |
| 145 | 4  | The Apple Doesn't Fall Far from the Teacher           | Jabłko pada niedaleko od nauczyciela           | 12 października 2022 | 26 maja 2023            |
| 146 | 5  | Yep, This is the World We Live In                     | W takim świecie żyjemy                         | 19 października 2022 | 29 maja 2023            |
| 147 | 6  | Mamma Said There Would Be Days Like This              | Mama ostrzegała przed takimi dniami            | 2 listopada 2022     | 30 maja 2023            |
| 148 | 7  | The Clothes Make the Man... Or Do They?               | Szata zdobi człowieka, a może nie              | 9 listopada 2022     | 31 maja 2023            |
| 149 | 8  | Everyone's Fighting a Battle You Know Nothing About   | Wszyscy toczą walkę, o której nie masz pojęcia | 16 listopada 2022    | 1 czerwca 2023          |
| 150 | 9  | This Could Be the Start of Something New              | To może być początek czegoś nowego             | 7 grudnia 2022       | 2 czerwca 2023          |
| 151 | 10 | A Little Change Might Do You Some Good                | Drobna zmiana może ci dobrze zrobić            | 4 stycznia 2023      | 5 czerwca 2023          |
| 152 | 11 | It Is What It Is, Until It Isn't                      | Jest jak jest, póki jest                       | 11 stycznia 2023     | 6 czerwca 2023          |
| 153 | 12 | We All Know What They Say About Assumptions           | Każdy wie, co mówią o domysłach                | 18 stycznia 2023     | 7 czerwca 2023          |
| 154 | 13 | It's an Ill Wind That Blows Nobody Good               | Zły wiatr nikomu nie sprzyja                   | 15 lutego 2023       | 12 czerwca 2023         |
| 155 | 14 | On Days Like Today... Silver Linings Become Lifelines | Kiedy jasne strony są jedyną nadzieją          | 22 lutego 2023       | 12 czerwca 2023         |
| 156 | 15 | Those Times You Have to Cross the Line                | Czasem trzeba przekroczyć granicę              | 1 marca 2023         | 13 czerwca 2023         |
| 157 | 16 | What You See Isn't Always What You Get                | Pierwsze wrażenie bywa mylne                   | 22 marca 2023        | 13 czerwca 2023         |
| 158 | 17 | Know When to Hold and When to Fold                    | Trzeba wiedzieć, kiedy spasować                | 29 marca 2023        | 14 czerwca 2023         |
| 159 | 18 | I Could See the Writing on the Wall                   | Złe przeczucia                                 | 5 kwietnia 2023      | 14 czerwca 2023         |
| 160 | 19 | Look Closely and You Might Hear the Truth             | Patrz uważnie, może poznasz prawdę             | 3 maja 2023          | 15 czerwca 2023         |
| 161 | 20 | The Winds of Change Are Starting to Blow              | Czuć już powiew zmian                          | 10 maja 2023         | 15 czerwca 2023         |
| 162 | 21 | Might Feel Like It's Time for a Change                | Może to już czas coś zmienić                   | 17 maja 2023         | 16 czerwca 2023         |
| 163 | 22 | Does One Door Close and Another One Open?             | Czy zamknięcie jednych drzwi otwiera kolejne?  | 24 maja 2023         | 16 czerwca 2023         |

## Sezon 9 (2024)
| Nr  | #  | Tytuł                                             | Polski tytuł           | Premiera (NBC)   | Premiera w Polsce |
| --- | -- | ------------------------------------------------- | ---------------------- | ---------------- | ----------------- |
| 164 | 1  | Row, Row, Row Your Boat On a Rocky Sea            | brak – nie wyemitowano | 17 stycznia 2024 | nieemitowany      |
| 165 | 2  | This Town Ain't Big Enough for Both of Us         | brak – nie wyemitowano | 24 stycznia 2024 | nieemitowany      |
| 166 | 3  | What Happens in the Dark Always Comes to Light    | brak – nie wyemitowano | 31 stycznia 2024 | nieemitowany      |
| 167 | 4  | These Are Not the Droids You Are Looking For      | brak – nie wyemitowano | 7 lutego 2024    | nieemitowany      |
| 168 | 5  | I Make a Promise, I Will Never Leave You          | brak – nie wyemitowano | 21 lutego 2024   | nieemitowany      |
| 169 | 6  | I Told Myself That I Was Done With You            | brak – nie wyemitowano | 28 lutego 2024   | nieemitowany      |
| 170 | 7  | Step on a Crack and Break Your Mother's Back      | brak – nie wyemitowano | 20 marca 2024    | nieemitowany      |
| 171 | 8  | A Penny for Your Thoughts, Dollar for Your Dreams | brak – nie wyemitowano | 27 marca 2024    | nieemitowany      |
| 172 | 9  | Spin A Yarn, Get Stuck In Your Own String         | brak – nie wyemitowano | 3 kwietnia 2024  | nieemitowany      |
| 173 | 10 | You Might Just Find You Get What You Need         | brak – nie wyemitowano | 1 maja 2024      | nieemitowany      |
| 174 | 11 | I Think There is Something You're Not Telling Me  | brak – nie wyemitowano | 8 maja 2024      | nieemitowany      |
| 175 | 12 | Get By With a Little Help From My Friends         | brak – nie wyemitowano | 15 maja 2024     | nieemitowany      |
| 176 | 13 | I Think I Know You, but Do I Really?              | brak – nie wyemitowano | 22 maja 2024     | nieemitowany      |

## Sezon 10 (2024-2025)
| Nr  | # | Tytuł            | Polski tytuł           | Premiera (NBC)       | Premiera w Polsce |
| --- | - | ---------------- | ---------------------- | -------------------- | ----------------- |
| 177 | 1 | Sink Or Swim     | brak – nie wyemitowano | 25 września 2024     | nieemitowany      |
| 178 | 2 | Bite Your Tongue | brak – nie wyemitowano | 2 października 2024  | nieemitowany      |
| 179 | 3 | Trust Fall       | brak – nie wyemitowano | 9 października 2024  | nieemitowany      |
| 180 | 4 | Blurred Lines    | brak – nie wyemitowano | 16 października 2024 | nieemitowany      |
| 181 | 5 | Bad Habits       | brak – nie wyemitowano | 23 października 2024 | nieemitowany      |
| 182 | 6 | Forget Me Not    | brak – nie wyemitowano | 6 listopada 2024     | nieemitowany      |
| 183 | 7 | Family Matters   | brak – nie wyemitowano | 13 listopada 2024    | nieemitowany      |